# Erwin López Bohórquez
Erwin López Bohórquez (Bogotá, 29 de agosto de 1929-Bogotá, 17 de septiembre de 2011) fue un muralista, pintor, escultor y escenógrafo colombiano. Es miembro de una generación de contemporáneos que se destacaron particularmente en la recepción e instalación del Arte Moderno en Colombia, entre los que se encuentran; Enrique Grau, Hugo Martínez, Eduardo Ramírez Villamizar, Lucy Tejada y Armando Villegas, entre otros.

## Reseña
Hijo de Abdón F. López, Cajicá, Cundinamarca y María del Carmen Bohórquez, Valle de Tenza, Boyacá. Se graduó como Bachiller del Liceo de La Salle, Bogotá 1946.
Estudió en la Escuela de Bellas Artes, Universidad Nacional de Colombia, Bogotá. obteniendo el Grado de Maestro de dibujo en 1950 y especialización en pintura y mural al fresco en 1952.
Participó en varios de los salones de artistas colombianos en la década de los 50´s, siendo merecedor de diversos reconocimientos.
Creó en 1952 uno de los murales al fresco, que se encuentran en la colección de la actual sede de la Dirección de Patrimonio del Ministerio de Cultura de la República de Colombia, en el edificio del Antiguo Claustro de Santa Clara, Bogotá.
Contratado por el Ministerio de Obras Públicas de 1952 a 1956, trabajó con el arquitecto italiano Vico Consorti para proyectar y elaborar entre otros:
El monumento a los “Héroes” Autopista Norte, Bogotá. Esculturas de la Catedral de Sal de Zipaquirá. Escudos en el palacio arzobispal de Bogotá y Estación del Funicular en el Cerro de Monserrate, Bogotá. Participó en la elaboración de las esculturas “Tritones” ubicadas frente a la facultad de artes en la Universidad Nacional de Colombia, Bogotá.
Profesor de Anatomía Artística y Escultura de la Escuela de Bellas Artes, Universidad del Tolima, Colombia, 1957 – 1959.
Contratado por el Ministerio de Comunicaciones como Escenógrafo para el Instituto Nacional de Radio y Televisión, “INRAVISIÓN”, 1962-1982. Paralelamente fue empresario proveedor para programadoras de televisión y agencias de publicidad en el diseño, producción y montaje de escenografías para programas y comerciales de televisión. Recibe en 1974 diploma como Productor de Televisión del Ministerio de Comunicaciones de Colombia (Acotv).
Viajó a Cuba en 1998, exponiendo en el “XVIII Festival del Caribe”, Fiesta del Fuego, en la Casa del Caribe, de Santiago de Cuba.
En 2003 un percance en su salud le afecta grave y permanentemente la visión en uno de sus ojos, perturbando su vida como artista, sin embargo continuo produciendo su obra.
El maestro Erwin López Bohórquez falleció en Bogotá el sábado 17 de septiembre de 2011 a la edad de 82 años.
Un gran número de sus obras se encuentran en colecciones particulares en Colombia, Cuba, Estados Unidos y Europa.
El maestro Erwin López Bohórquez fue un creador constante que a lo largo de su vida produjo una obra artística de gran valor patrimonial para la historia del arte colombiano de la segunda mitad del siglo XX.

## Algunas exposiciones
- 1950. VIII salón nacional de artistas colombianos. Museo Nacional.
- 1952. IX salón nacional de artistas colombianos, Sala Gregorio Vásquez. Biblioteca Nacional.
- 1956. Palacio de la Gobernación del Tolima, Ibagué.
- 1958. XI salón nacional de artistas colombianos, Sala principal, Museo Nacional.
- 1959. XII salón nacional de artistas colombianos. Sala principal, Museo Nacional.
- 1962. Hasta 1980, Obra permanente en la Galería “Arte Moderno” del crítico de arte Casimiro Eiger en Bogotá.
- 1968. Sede del Sindicato Paz del Río, Sogamoso.
- 1987. Homenaje a Cajicá en sus 450 años, Casa de la Cultura de Cajicá.
- 1998. XVIII Festival del Caribe, Fiesta del Fuego, Casa del Caribe, Santiago de Cuba, Cuba.
- 2007. Trigésimo Salón de Artistas Cajiqueños, Aniversario Casa de la Cultura de Cajicá.
- 2007. ERWIN LÓPEZ BOHÓRQUEZ Exposición Retrospectiva 1950 – 2007, Casa de la Cultura de Cajicá.
- 2009. Rafael García Herreros, Centenario, Museo de Arte Contemporáneo, Minuto de Dios, Bogotá.
- 2010. XVIII Primavera en Cajicá. Homenaje al Maestro ERWIN LÓPEZ BOHÓRQUEZ.